# Auxilium Pallacanestro Torino 1991-1992
La Auxilium nel 1991-1992 ha giocato in Serie A1.

## Roster
|    | Naz.                   | Ruolo | Sportivo            | Anno | Alt. | Peso | Note |
| -- | ---------------------- | ----- | ------------------- | ---- | ---- | ---- | ---- |
| 4  | Italia (bandiera)      | G     | Alessandro Abbio    | 1971 | 193  | 85   |      |
| 5  | Italia (bandiera)      |       | Alberto Bogliatto   | 1969 | 196  |      |      |
|    | Italia (bandiera)      | G     | Sandro Trevisan     | 1973 | 190  |      |      |
| 8  | Italia (bandiera)      | P     | Carlo Della Valle   | 1962 | 197  |      |      |
|    | Italia (bandiera)      | C     | Cristiano Masper    | 1973 | 207  | 102  |      |
|    | Stati Uniti (bandiera) | AG    | Bobby Lee Hurt      | 1961 | 205  |      |      |
| 12 | Stati Uniti (bandiera) |       | Kevin Magee         | 1959 | 203  | 104  |      |
| 14 | Italia (bandiera)      |       | Achille Milani      | 1962 |      |      |      |
|    | Italia (bandiera)      | AC    | Paolo Prato         | 1973 | 204  |      |      |
|    | Italia (bandiera)      |       | Andrea Negro        |      |      |      |      |
|    | Italia (bandiera)      | A     | Giampaolo Zamberlan | 1962 | 204  |      |      |
|    | Italia (bandiera)      | P     | Luca Iacomuzzi      | 1972 |      |      | .    |

### Staff tecnico
Capo allenatore:   Federico Danna
Medico: Roberto Carlin

## Risultati
- Serie A1:
- stagione regolare: 9ª classificata;
- play off: ottavi di finale
- Coppa Italia: ottavi di finale